# 貝尼蘇韋夫
贝尼苏韦夫（阿拉伯语：‎），是埃及贝尼苏韦夫省省会。尼罗河西岸城市，现有人口二十余万。从前是一个小村庄，现已成为一个重要的文化中心。在中世纪时以出产亚麻而闻名，继而是棉纺和地毯编织。